# Александрово (Судогодский район)
Александрово — село в Судогодском районе Владимирской области, входит в состав Головинского сельского поселения.
Село Александрово находится в 19 км на запад от Судогды и в 30 км на юго-восток от Владимира. Стоит на реке Высокуша.

## История
Село возникло во времена князей Всеволодовичей и стояло на пути из Владимирского княжества в Рязанское и, возможно, служило княжеской заставой. Отсюда и прежнее название села — Гориглядово. В 1505 году село с деревнями и починками было передано Василием Иоанновичем в дар Владимирскому Рождественскому монастырю. Монастырь построил здесь церковь в честь благовестного князя Александра Невского, мощи которого хранились в то время в монастыре, из-за чего село и получило название Александрово. В 1764 года в связи с секуляризацией церковных земель село стало казённым.
Селение было центром Высокорецкой, Авдотьинской, а с 1912 года — Александровской волости Судогодского уезда. С 1917 по 1929 годы там размещался Александровский волостной исполком Судогодского, а с 1926 года — Владимирского района. А с 1930 по 1973 год — Александровский сельсовет Судогодского района.
По Указу от 16 октября 1869 года с образованием волостей составлялась и роспись приходов с учётом числа селений и количеством в них жителей, расстояния от селения до приходского храма, удобства сообщения между селением и храмом, вместимости храма и др. В Александровской волости было два прихода: Александровский и Дмитриевский — на одноимённом погосте. Они входили в состав Первого Благочинного округа Судогодского уезда. Некоторые селения волости были приписаны к Старинскому приходу Подольской волости Владимирского уезда.
В главном — Александровском — приходе располагалась церковь Рождества Пресвятой Богородицы, которая сохранилась в полуразрушенном виде до настоящего времени. Первая же, деревянная, церковь была построена в середине XVII века, о чём в книгах монастырских и церковных земель Владимирского уезда указано: "в селе Александрово, что было Гориглядово, церковь Рождества Пресвятой Богородицы, с приделом Святого князя Александра Невского и другая, теплая, святого Дмитрия Солунского, обе деревянные. Древних икон и ценностей не сохранилось, есть старинное напрестольное Евангелие, печатное в 1648 году, с надписями: «лета 7156 (1649) года марта 25 дня сия книга приложена в церковь на престол Рождества Пресвятой Богородицы, Святого великомученика Дмитрия Солунского и Великого князя Александра Невского». В 1637 году к Александровскому приходу приписаны селения Клины с 7 дворами, Одинцово с 7 дворами, Угримово с 5 дворами, Ильино с 5 дворами, Петрово, Кашманово и Брюханово с 7 дворами.
В 1794 году начато возведение каменного теплого придела церкви Рождества Пресвятой Богородицы. Строительство было завершено в 1799 году, храм увенчался пятью куполами. Имелся и южный придел, церковь была окружена каменной оградой, к колокольне храма примыкало 2-этажное здание, в нижнем этаже располагалась богадельня для бедных лиц духовного звания. В 1826 году храм был расширен, с устроением в 1829 году пяти престолов: Рождества Пресвятой Богородицы, Спаса Нерукотворного Образа, Святого пророка Илии, Князя Александра Невского, Великомученика Дмитрия Солунского.
Население в 1859 году — 66 чел.
В начале 40-х годов XX века храм был закрыт. В одной половине здания размещалось зернохранилище, другая часть использовалась под клуб. Сегодня церковь — в стадии гибели, основной свод с центральной главой рухнул вовнутрь, вырезаются решетки, вывозится кирпич, белокаменные блоки, полы.
Село стало малочисленно, сельхозпроизводства нет. А в 30-60 годы XX века тут были сельсовет, клуб, магазины, почта, 8-летняя школа, пекарня, чайная. С 20-х годов XX века была учреждена административная единица «Больничный участок». На его территории проживало до 20 человек. С 1904 по 1974 год здесь располагалась больница.
В начале 2010-х годов храм в селе начал восстанавливаться.

## Население
| 1859 | 1905 | 1926 | 2002 | 2010 | 2021 |
| ---- | ---- | ---- | ---- | ---- | ---- |
| 66   | ↘57  | ↗150 | ↘10  | ↘5   | ↗7   |